# Maison de naissance de Charles Dickens
La maison de naissance de Charles Dickens est une demeure de l'époque georgienne devenue musée, à Portsmouth en Angleterre. Le célèbre écrivain Charles Dickens y naît en 1812 et y vit durant trois ans. 

## Histoire
Le 7 février 1812 Charles Dickens naît dans cette chaumière au 387 Mile End Terrace (actuelle 393 Commercial Road) de Portsmouth à 120 km au sud-ouest de Londres. Second enfants avec 7 frères et sœurs de John et Elisabeth Dickens. 
Son père est employé du service des payes de la Royal Navy. Après la bataille de Waterloo de 1815 et la fin de la guerre anglo-américaine de 1812 à 1815, les effectifs de la base navale où il travaille sont diminués et il est muté à Londres. Il s'installe avec sa famille sur Norfolk Street près de Oxford Street. Il est à nouveau muté en 1817 à Chatham dans le Kent où Dickens passe une enfance heureuse jusqu'à l'âge de 11 ans. 
En 1822 la famille de Dickens est mise en prison pour dettes et Charles connait la dureté de la pauvreté et l'obligation de quitter l'école et d'aller travailler comme ouvrier à l'âge de 12 ans dans une usine de cirage. Expérience douloureuse de pauvreté et source d'inspiration dont il témoignera plus tard dans une importante partie de son œuvre littéraire. 
Une fois devenu adulte, journaliste et écrivain, et avoir été publié avec succès à partir de 1833, Dickens revient sur les lieux de sa naissance pour faire des recherches pour son troisième grand roman satirique Nicholas Nickleby, édité en 1839.

## Musée Charles Dickens
La chaumière est à ce jour un musée consacré au célèbre écrivain avec trois pièces meublées : le salon, la salle à manger et la chambre à coucher où Charles est né. Le mobilier et la décoration du début du XIXe siècle sont des décors entièrement reconstitués.  

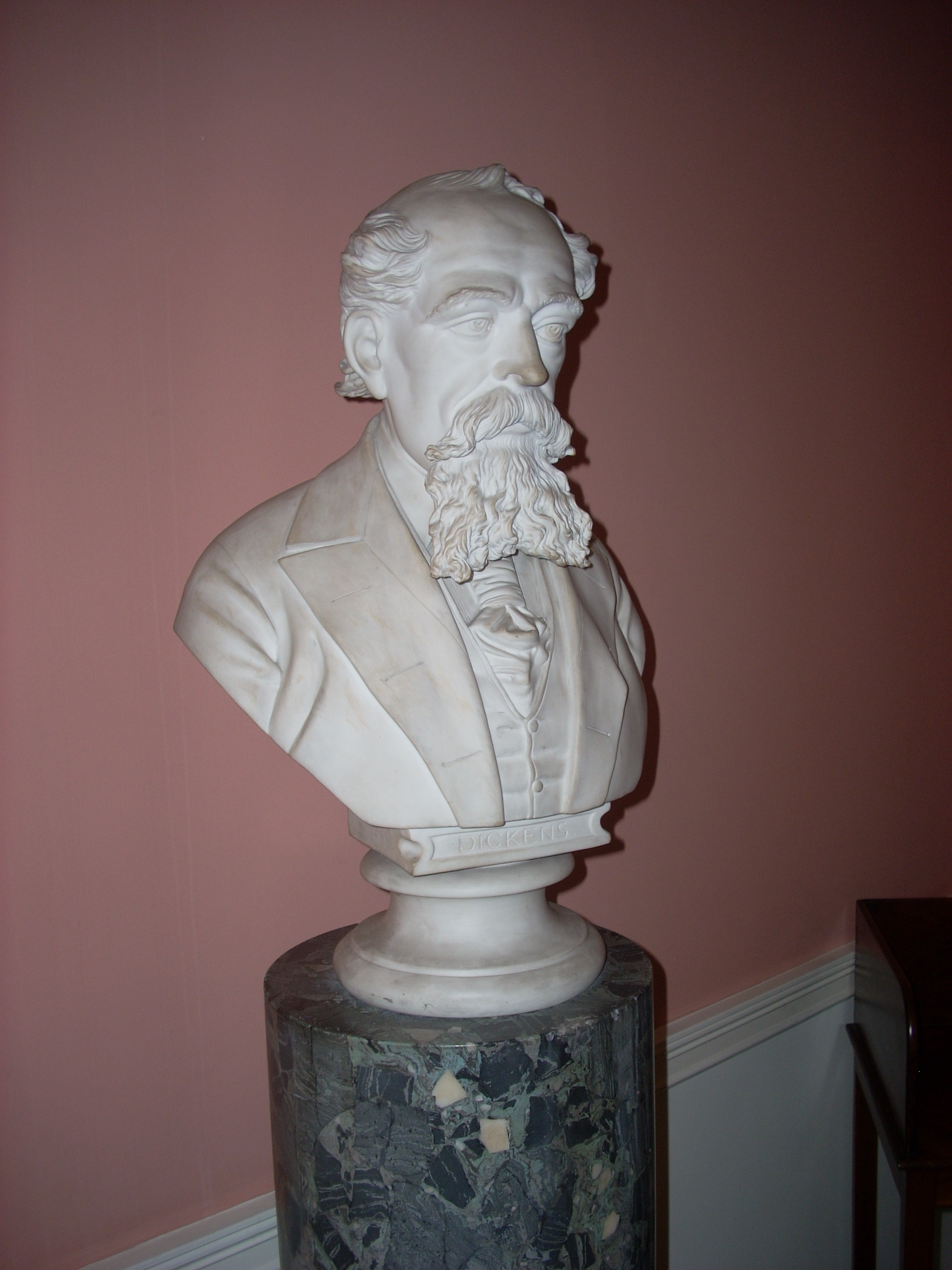
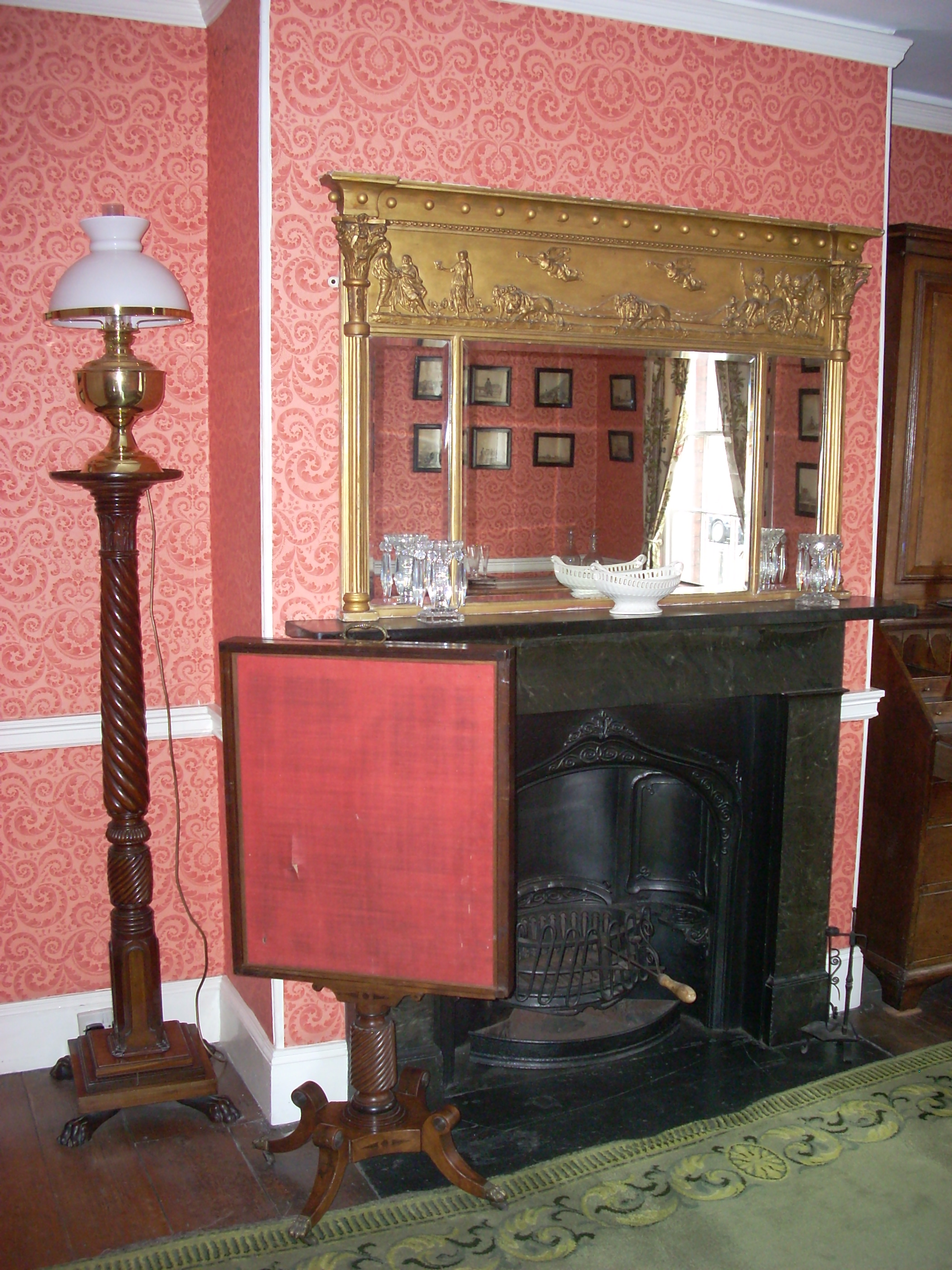
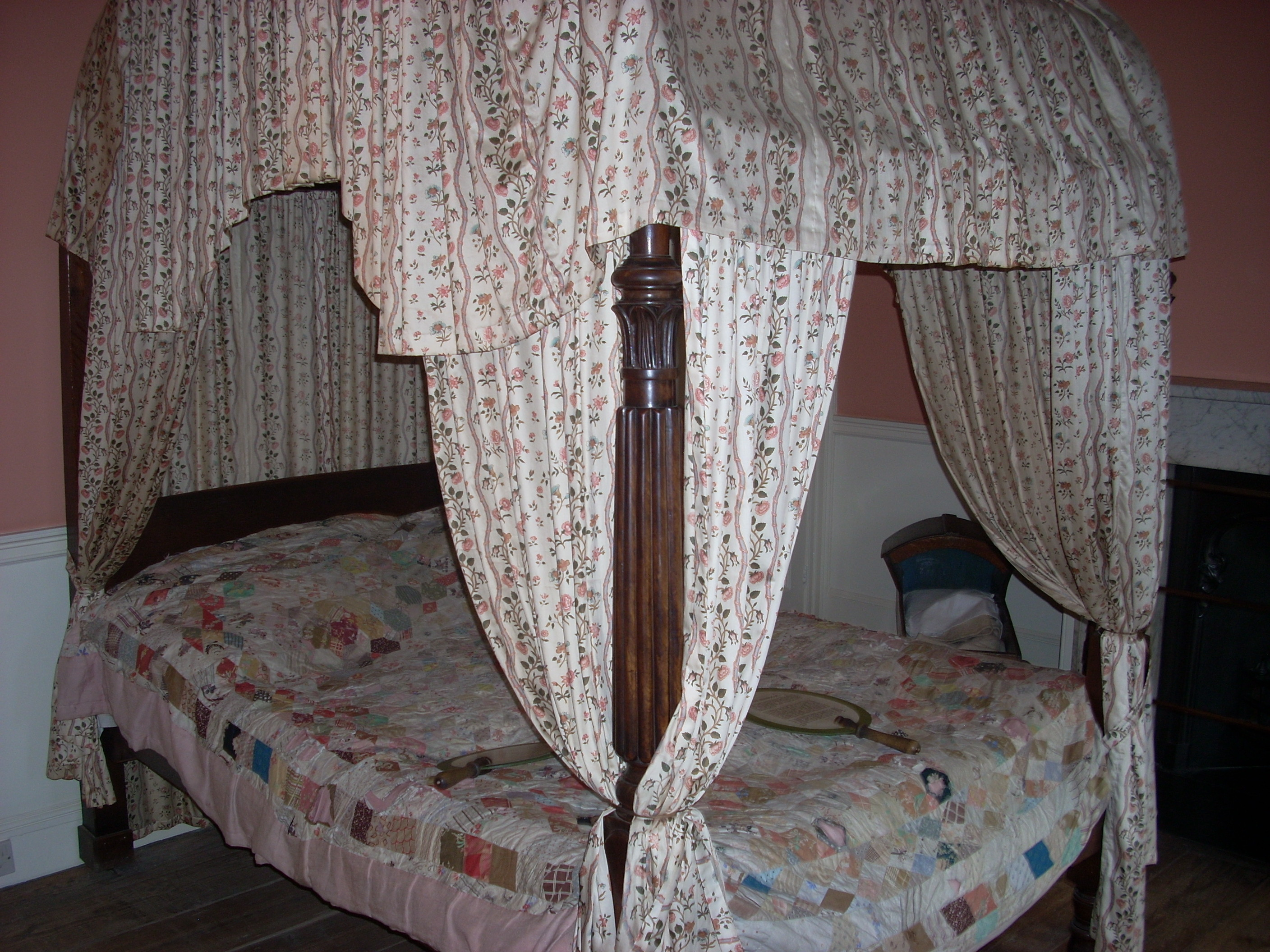
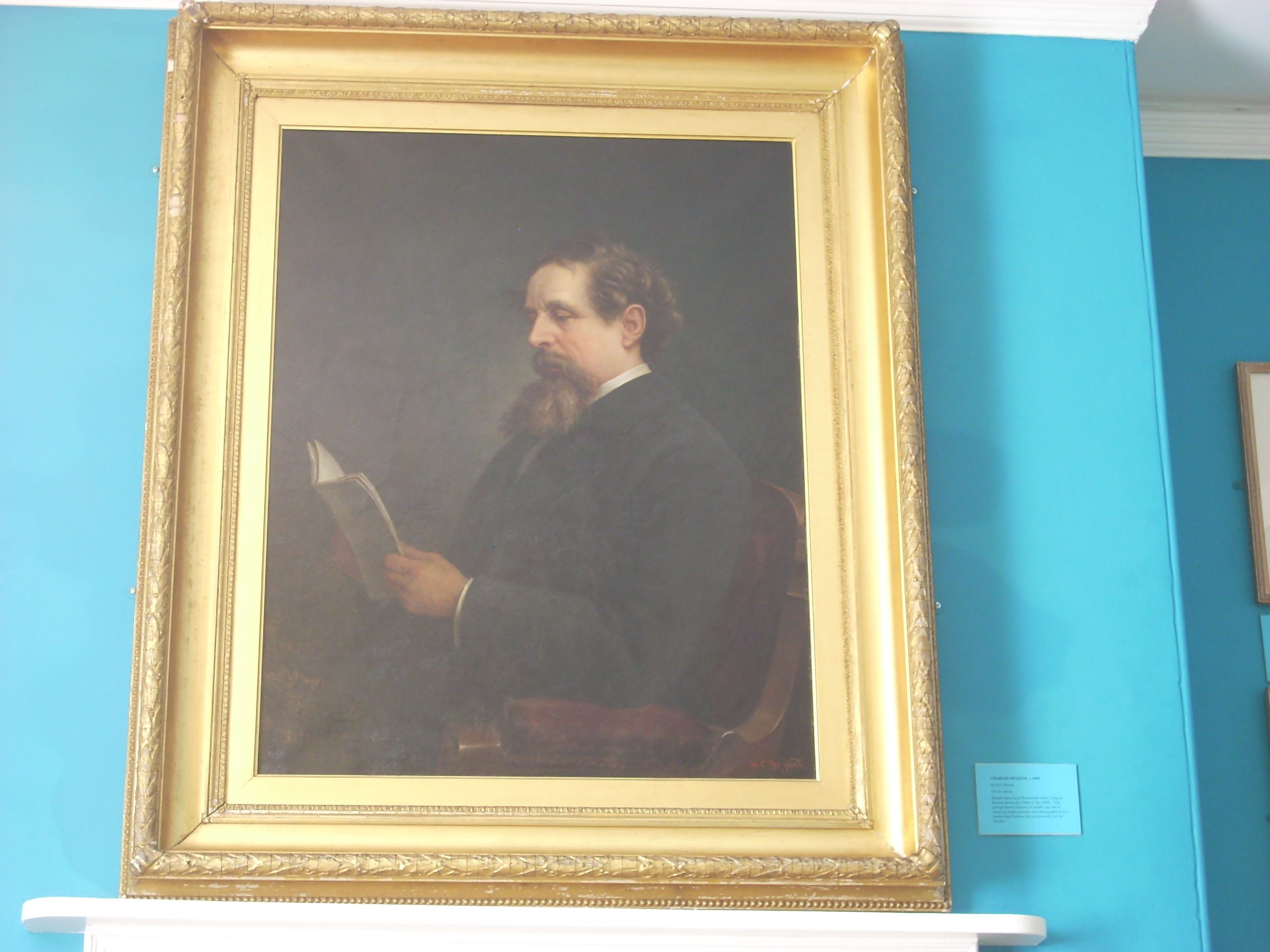

Le musée expose également le divan sur lequel Dickens est décédé le 9 juin 1870 à son domicile dans le Kent, ainsi que sa tabatière, encrier et coupe-papier ...
Le 7 février 2012 le bicentenaire de la naissance de Charles Dickens est célébré devant la maison de son enfance avec entre autres le prince Charles de Galles et son épouse Camilla Parker Bowles.